# FromSoftware
FromSoftware, Inc. (株式会社フロム・ソフトウェア Kabushikigaisha Furomu Sofutowea?) es una compañía japonesa de videojuegos fundada en noviembre de 1986 conocida principalmente por ser los creadores de las series Armored Core, Demon's Souls, King's Field, Otogi, Tenchu, Dark Souls, Bloodborne, Sekiro: Shadows Die Twice y Elden Ring.
En abril de 2014, Kadokawa Corporation anunció la intención de comprar la compañía a su principal accionista Transcosmos. El acuerdo se cerró definitivamente el 21 de mayo de 2014.

## Videojuegos
En posesión de quince títulos desarrollados hasta el momento, Armored Core se sitúa como la franquicia más longeva de From Software. El título más reciente, Armored Core VI: Fires of Rubicon se publicó en Japón el 25 de agosto de 2023 para PlayStation 4, Playstation 5, Xbox One y Xbox Series X/S. Además de por Armored Core, From Software es conocido por las series Otogi y Tenchu, y mantiene fuertes lazos con Sega, que ha distribuido muchos de sus títulos fuera de Japón. From Software es también desarrollador del juego de acción Chromehounds, así como de los juegos de rol Enchanted Arms y King's Field.
En 2009 lanzaron Demon's Souls, recabando un éxito de crítica sin precedentes para la desarrolladora. Motivados por las peticiones de los usuarios extranjeros y con el apoyo de la distribuidora Bandai Namco fue puesto a la venta un año más tarde en los mercados de Norteamérica y Europa. Su sucesor espiritual, Dark Souls, se publicó en Occidente en octubre de 2011, y superó con creces las expectativas tanto de crítica como de ventas. En marzo de 2014 se publicó para PlayStation 3 y Xbox 360 la secuela de este, Dark Souls 2 que supuso un éxito tanto en la crítica como en ventas, siendo el primero en contar con una versión para compatibles Windows desde abril de 2014. Durante el E3 de 2014 se anunció que estaba en desarrollo otra secuela espiritual de la saga, Bloodborne, que fue lanzado el 5 de febrero de 2015 en exclusiva para PlayStation 4. Dark Souls III se anunció oficialmente en la Electronic Entertainment Expo 2015, y se lanzó en Japón el 24 de marzo de 2016, y en todo el mundo el 12 de abril de 2016, para Microsoft Windows, PlayStation 4 y Xbox One. La jugabilidad es más rápida que la de las anteriores entregas de Souls, que fue atribuida en parte a la jugabilidad de Bloodborne. Sekiro: Shadows Die Twice, fue anunciado oficialmente en la conferencia de prensa de Microsoft en la E3 2018, el juego fue lanzado el 22 de marzo de 2019 en las plataformas PlayStation 4, Xbox One y Microsoft Windows. En 2020 se lanzó una remasterización de Demon's Souls en exclusiva para la nueva consola PlayStation 5. Anunciado en el E3 2019, Elden Ring es un juego de rol de acción en tercera persona, lanzado a nivel mundial el 25 de febrero de 2022 para las plataformas Xbox One, Xbox Series X/S, Microsoft Windows, PlayStation 4, PlayStation 5.
A continuación se listan los videojuegos de From Software.
| Año  | Título                                       | Plataforma                                                                                    | Ref.   |
| ---- | -------------------------------------------- | --------------------------------------------------------------------------------------------- | ------ |
| 1994 | King's Field                                 | PlayStation                                                                                   |        |
| 1995 | King's Field II                              | PlayStation                                                                                   |        |
| 1996 | King's Field III                             | PlayStation                                                                                   |        |
| 1997 | Armored Core                                 | PlayStation                                                                                   |        |
| 1998 | Armored Core: Project Phantasma              | PlayStation                                                                                   |        |
| 1999 | Echo Night                                   | PlayStation                                                                                   |        |
| 1999 | Spriggan: Lunar Verse                        | PlayStation                                                                                   |        |
| 1999 | Frame Gride                                  | Dreamcast                                                                                     |        |
| 1999 | Echo Night II                                | PlayStation                                                                                   |        |
| 1999 | Shadow Tower                                 | PlayStation                                                                                   |        |
| 2000 | Armored Core: Master of Arena                | PlayStation                                                                                   |        |
| 2000 | Sword of Moonlight: King's Field Making Tool | Microsoft Windows                                                                             |        |
| 2000 | Eternal Ring                                 | PlayStation 2                                                                                 | [ 3 ]  |
| 2000 | Evergrace                                    | PlayStation 2                                                                                 |        |
| 2000 | Armored Core 2                               | PlayStation 2                                                                                 | [ 4 ]  |
| 2001 | The Adventures of Cookie & Cream             | PlayStation 2                                                                                 |        |
| 2001 | Armored Core 2: Another Age                  | PlayStation 2                                                                                 | [ 5 ]  |
| 2002 | Forever Kingdom                              | PlayStation 2                                                                                 |        |
| 2002 | Lost Kingdoms                                | GameCube                                                                                      |        |
| 2002 | King's Field: The Ancient City               | PlayStation 2                                                                                 |        |
| 2002 | Armored Core 3                               | PlayStation 2, PlayStation Portable                                                           | [ 6 ]  |
| 2003 | Lost Kingdoms II                             | GameCube                                                                                      |        |
| 2003 | Silent Line: Armored Core                    | PlayStation 2                                                                                 |        |
| 2003 | Tenchu: Wrath of Heaven                      | PlayStation 2                                                                                 |        |
| 2003 | Murakumo: Renegade Mech Pursuit              | Xbox                                                                                          |        |
| 2003 | Otogi: Myth of Demons                        | Xbox                                                                                          |        |
| 2003 | Thousand Land                                | Xbox                                                                                          |        |
| 2003 | Shadow Tower Abyss                           | PlayStation 2                                                                                 |        |
| 2004 | Echo Night: Beyond                           | PlayStation 2                                                                                 |        |
| 2004 | Armored Core: Nexus                          | PlayStation 2                                                                                 |        |
| 2004 | Kuon                                         | PlayStation 2                                                                                 | [ 7 ]  |
| 2004 | Otogi 2: Immortal Warriors                   | Xbox                                                                                          |        |
| 2004 | Tenchu: Return from Darkness                 | Xbox                                                                                          | [ 8 ]  |
| 2004 | Armored Core: Nine Breaker                   | PlayStation 2                                                                                 |        |
| 2004 | Tenchu: Fatal Shadows                        | PlayStation 2                                                                                 | [ 9 ]  |
| 2004 | Armored Core: Formula Front                  | PlayStation Portable                                                                          |        |
| 2004 | Metal Wolf Chaos                             | Xbox                                                                                          |        |
| 2005 | Armored Core: Last Raven                     | PlayStation 2, PlayStation Portable                                                           | [ 10 ] |
| 2005 | Tenchu Ninjitsu Gaiden                       | Móviles                                                                                       |        |
| 2005 | Another Century's Episode                    | PlayStation 2                                                                                 |        |
| 2005 | Armored Core: Formula Front                  | PlayStation 2                                                                                 | [ 11 ] |
| 2005 | Yoshitsune Eiyuuden Shura                    | PlayStation 2                                                                                 |        |
| 2005 | Adventure Player                             | PlayStation Portable                                                                          |        |
| 2005 | Tenchu: Time of the Assassins                | PlayStation Portable                                                                          | [ 12 ] |
| 2006 | Tenchu: Dark Secret                          | Nintendo DS                                                                                   |        |
| 2006 | Another Century's Episode 2                  | PlayStation 2                                                                                 |        |
| 2006 | Armored Core 4                               | PlayStation 3, Xbox 360                                                                       | [ 13 ] |
| 2006 | King's Field: Additional I                   | PlayStation Portable                                                                          |        |
| 2006 | King's Field: Additional II                  | PlayStation Portable                                                                          |        |
| 2006 | Chromehounds                                 | Xbox 360                                                                                      | [ 14 ] |
| 2006 | Enchanted Arms                               | Xbox 360                                                                                      |        |
| 2006 | Tenchu Z                                     | Xbox 360                                                                                      |        |
| 2007 | Cookie & Cream                               | Nintendo DS                                                                                   |        |
| 2007 | Another Century's Episode 3: The Final       | PlayStation 2                                                                                 |        |
| 2007 | Numpla VOW                                   | Nintendo DS                                                                                   |        |
| 2007 | Iraroji Vow                                  | Nintendo DS                                                                                   |        |
| 2007 | Enchanted Arms                               | PlayStation 3                                                                                 |        |
| 2008 | Armored Core for Answer                      | PlayStation 3, Xbox 360                                                                       | [ 15 ] |
| 2008 | Shadow Assault: Tenchu                       | Xbox 360                                                                                      |        |
| 2009 | Ninja Blade                                  | Xbox 360, Microsoft Windows                                                                   | [ 16 ] |
| 2009 | Tenchu: Shadow Assassins                     | Nintendo Wii, PlayStation Portable                                                            |        |
| 2009 | Silent Line: Armored Core                    | PlayStation Portable                                                                          |        |
| 2009 | Onore no Shinzuru Michi o Yuke               | PlayStation Portable                                                                          |        |
| 2009 | Demon's Souls                                | PlayStation 3                                                                                 | [ 17 ] |
| 2009 | 3D Dot Game Heroes                           | PlayStation 3                                                                                 |        |
| 2010 | Another Century's Episode: R                 | PlayStation 3                                                                                 |        |
| 2011 | Another Century's Episode Portable           | PlayStation Portable                                                                          |        |
| 2011 | Dark Souls                                   | PlayStation 3, Xbox 360                                                                       | [ 18 ] |
| 2012 | Armored Core 5                               | PlayStation 3, Xbox 360                                                                       | [ 19 ] |
| 2012 | Dark Souls: Prepare To Die Edition           | Microsoft Windows                                                                             | [ 20 ] |
| 2014 | Dark Souls 2                                 | PlayStation 3, Xbox 360, Microsoft Windows                                                    | [ 21 ] |
| 2015 | Dark Souls 2: Scholar of the First Sin       | PlayStation 3, PlayStation 4, Xbox 360, Xbox One, Microsoft Windows                           | [ 22 ] |
| 2015 | Bloodborne                                   | PlayStation 4                                                                                 | [ 23 ] |
| 2016 | Dark Souls 3                                 | PlayStation 4, Xbox One, Microsoft Windows                                                    | [ 24 ] |
| 2018 | Dark Souls Trilogy                           | PlayStation 4, Xbox One                                                                       |        |
| 2018 | Dark Souls: Remastered                       | PlayStation 4, Xbox One, Microsoft Windows, Nintendo Switch                                   | [ 25 ] |
| 2018 | Déraciné                                     | PlayStation 4, PlayStation VR                                                                 | [ 26 ] |
| 2019 | Sekiro: Shadows Die Twice                    | PlayStation 4, Xbox One, Microsoft Windows                                                    | [ 27 ] |
| 2022 | Elden Ring                                   | PlayStation 4, PlayStation 5, Xbox One, Xbox Series X/S, Microsoft Windows, Nintendo Switch 2 | [ 28 ] |
| 2023 | Armored Core VI: Fires of Rubicon            | PlayStation 4, PlayStation 5, Xbox One, Xbox Series X/S, Microsoft Windows                    | [ 29 ] |
| 2025 | Elden Ring Nightreign                        | PlayStation 4, PlayStation 5, Xbox One, Xbox Series X/S, Microsoft Windows                    | [ 30 ] |
| 2026 | The Duskbloods                               | Nintendo Switch 2                                                                             |        |

### Videojuegos cancelados
- 1/4 (PlayStation 2)
- Code: Inferno (PlayStation 2)
- Gaia Blade (Xbox)
- Gold Mountain (GameCube)
- Gold Star Mountain (GameCube)
- Black Blade (PlayStation 3)